# إدارة خوتيابا
إدارة خوتيابا (بالإنجليزية: Jutiapa Department)‏ هي إداراة في غواتيمالا، تتبع غواتيمالا، بلغ عدد سكانها 489085 نسمة، في 2003، عاصمتها خوتيابا، تبلغ مساحتها 3216 كيلومتر مربع، رمزها البريدي هو 22000.